# Akvamanile
Akvamanile eller aquamanile (lat.) er kande og fad, der ved den
katolske gudstjeneste benyttes af præsten til rituel håndvask.
Ordet bliver især brugt om kanden,
der fra 11. til 15. århundrede blev støbt i bronze,
undertiden emaljelret, og som i den romanske stil
ofte havde bizarre former, som løve, hest
med rytter, due, enhjørning m.m.
Nationalmuseet har en stor samling af akvamaniler.

## Galleri
| - Løveformet akvamanile, o. 1250 - Dyreformet, tysk 1300-tallet - Dueformet akvamanile, o. 1100 |